# Мистер Тумнус
Мистер Тумнус (англ. Mr. Tumnus) — персонаж серии «Хроники Нарнии» Клайва Стейплза Льюиса. Фигурирует в трёх из семи книг серии: «Лев, колдунья и платяной шкаф», «Конь и его мальчик» и «Последняя битва». Он является близким другом Люси Певенси и первым, кто повстречался ей в Нарнии, а также первым жителем волшебной страны в «Хрониках Нарнии». Клайв Стейплз Льюис сказал, что идея книги «Лев, колдунья и платяной шкаф» пришла к нему, когда в его воображении возник образ фавна с зонтиком и посылками в руках, идущего через заснеженный лес. Таким образом, Мистер Тумнус послужил вдохновением для написания всей серии «Хроник Нарнии».

## Описание
Фавн Мистер Тумнус имеет «странное, но приятное личико», вьющиеся волосы, карие глаза, короткую бородку, рожки на лбу, оттопыренные уши, красноватую кожу, покрытые блестящей чёрной шерстью козьи ноги, раздвоенные копыта, длинный хвост, и рост лишь немногим выше, чем Люси Певенси. Несмотря на зиму и снег, ходит с голым торсом, хотя и в шарфе и с зонтом.
Он впервые появляется в книге «Лев, колдунья и платяной шкаф», когда Люси через платяной шкаф попадает в Нарнию и выходит к фонарному столбу. Тумнус знакомится с ней и приглашает её к себе в пещеру на ужин. Во время обеда, он рассказывает ей о Нарнии и играет на флейте. Люси засыпает. Когда девочка просыпается, она видит, что фавн плачет. Тумнус признается ей, что находится на службе у Белой колдуньи (Джадис), правящей Нарнией. Это она установила в волшебной стране вечную зиму, но без Рождества. Белая колдунья приказала Тумнусу и другим своим подданным приводить к ней всех сынов Адама и дочерей Евы, то есть людей, которых они обнаружат в Нарнии. Мистер Тумнус совершенно очарован девочкой и не может предать Люси. "Что бы там не случилось, Люси Певенси, я очень рад, что тебя встретил. Так тепло, как с тобой, мне не было сто лет".  Мистер Тумнус привёл Люси к фонарю, и помог благополучно вернуться в собственный мир.
Когда Люси возвращается в Нарнию через несколько дней, Мистер Тумнус по-прежнему на свободе, и оба не могут понять, как Белая колдунья не узнала о его поступке. Однако, когда Люси, Питер, Сьюзен и Эдмунд приходят в Нарнию через некоторое время, они находят пещеру Тумнуса разорённой и понимают, что фавн был схвачен Могримом, начальником тайной полиции Белой колдуньи. Предчувствуя скорый арест, Тумнус успел попросить своего друга, Мистера Бобра, помочь четырём детям, если он увидит их в Нарнии. Дети встретили Мистера Бобра только после выхода из пещеры фавна.
Позднее, когда зиме приходит конец, и Аслан готовит армию для битвы с Белой колдуньей, Люси и Сьюзен находят Тумнуса в замке ведьмы, которая превратила его в каменную статую. Аслан возвращает фавна к жизни, и он следует за другими жителями Нарнии на битву, во время которой Джадис была повержена и убита.
В книге «Конь и его мальчик» Мистер Тумнус является королевским советником Питера, Сьюзен, Эдмунда и Люси. Его смекалка помогает организовать побег Сьюзен из Тархистана, тем самым избавив её от неугодного брака с принцем Рабадашем и сохранив жизни жителей Нарнии, которые вместе с Эдмундом пытались защитить её. В "Последней битве" в Истинной Нарнии друзей Нарнии встречают все воскрешённые добрые существа - и среди них - Мистер Тумнус.
В 1988 году в мини-сериале BBC «Хроники Нарнии» роль Мистера Тумнуса сыграл Джеффри Перри. В фильме «Лев, колдунья и волшебный шкаф» 2005 Мистер Тумнус имеет светлую кожу, голубые глаза, коричневую шерсть на ногах и маленький хвост. В этом фильме он коронует Питера, Сьюзен, Эдмунда и Люси Певенси в Кэр Паравале. Его сыграл Джеймс Макэвой.

## Личность и способности
Первоначально мистер Тумнус предстаёт как малодушный и безвольный фавн. Из-за своего страха и трусости он готов помочь Белой Колдунье. При этом Тумнус осознаёт, что она злая и что его поступок будет плохим, а покойный отец никогда бы не одобрил того, что сын на жаловании у узурпаторши, но убеждает себя, что ему самому ничего особенного делать не придётся и что люди тоже плохие существа. Однако искренность и доброта Люси вызывают ответные чувства у Тумнуса, и с каждой минутой он начинает всё больше сомневаться в себе. Наконец, Тумнус раскаивается в содеянном, и после этого переходит на сторону противников Белой Колдуньи.
У Тумнуса есть уникальный дар. С помощью своей флейты он может усыплять слушателя.

## В адаптациях
- В мультфильме есть несколько отличий мистера Тумнуса от его книжного образа. Фактически, это единственный персонаж в этой экранизации, кто выглядит действительно «мультяшным». Он может исчезнуть из кадра, целиком спрятаться за стойкой Фонарного столба или в одно мгновение забраться на него. По-видимому, создатели мультфильма хотели таким образом дать больше контраста между его встречей с Люси и последующей попыткой фавна отдать девочку Белой Колдунье. В мультфильме Тумнус не усыпляет Люси, а гипнотизирует, чтобы потом щелчком пальцев вернуть её к действительности.
- В сериале Тумнус смотрится более естественно, но из-за отсутствия компьютерной графики этот персонаж выглядит как человек в меховых штанах, а не как фавн. Это даже отображено в сцене встречи Тумнуса и Люси. Именно девочка называет вышедшее к ней существо фавном, чтобы зрители не терялись в догадках, кто перед ними. В пещерке Тумнус играет на двойной флейте, наподобие древнегреческого авлоса, и Люси действительно видит во сне то, о чём рассказывал фавн. В финале сериала Тумнус показан как летописец. Он записывает первую Хронику Нарнии.
- В фильме образ Тумнуса очень близок к фавнам с рисунков Паулины Бейнс. И несмотря на козлиные ушки, рожки и ноги, он выглядит очень человечно. В фильме есть новая сцена с Тумнусом и Эдмундом в темнице замка Белой Колдуньи. Тумнус спрашивает Эдмунда о Люси, а затем пробует не дать ему рассказать Колдунье об Аслане. В финале фильма именно Тумнус, а не мистер Бобёр, как в книге, рассказывает Люси о том, что Аслан — не ручной лев. Также в этой сцене можно заметить на рожках фавна позолоченные навершия. Их ему подарила Люси, но этот эпизод удалили из финальной версии фильма.